# Garret Dillahunt
Garret Lee Dillahunt (Castro Valley, 24 de novembre de 1964) és un actor estatunidenc. És conegut sobretot pel seu treball a la televisió pels papers de Simon Escher a Burn Notice, Burt Chance a la sitcom Fox Fox Raising Hope, per la qual va ser nominat al premi de televisió de la crítica al millor actor en una sèrie de comèdia el 2012.

## Primera vida i educació
Dillahunt va néixer a Castro Valley a l'estat de Califòrnia, i va créixer a Yakima a l'estat de Washington. Va néixer en una família de tres nois, amb dos germans: Brett i Eric; Eric va morir el 1981 a Yakima després que el cotxe on viatjava com a passatger, el conductor de la qual estava borratxo i en aquell moment excés de velocitat, sortís de la carretera.
Dillahunt es va graduar com a batxiller en arts a la Universitat de Washington. En periodisme i del programa d'interpretació de postgrau de la Universitat de Nova York amb un mestratge d'interpretació.

## Carrera
Després de passar anys fora de Broadway, Dillahunt va començar a fer papers de televisió i pel·lícules. Va aparèixer com a habitual en diverses sèries de curta durada a ABC i Showtime, i va aconseguir llocs com a convidat en programes de televisió com ara The X-Files i NYPD Blue, entre d'altres, abans de interpretar dos personatges diferents de la sèrie HBO Deadwood: Jack McCall el 2004 i Francis Wolcott el 2005. Dillahunt va tornar en un paper no acreditat com a urbanista a la pel·lícula Deadwood del 2019. Més tard va tenir un paper recurrent a The 4400, de la cadena USA Network.
Dillahunt va interpretar Steve Curtis durant tres temporades a la sèrie televisiva ER (2005-2006). Els papers posteriors van incloure el de Dr. Michael Smith a John de Cincinnati de HBO; Cromartie, John Henry i George Laszlo a Terminator de FOX: The Chronicles de Sarah Connor; Roman Nevikov, un gàngster rus, a NBC's Life; i Mason Turner, un assassí en sèrie paralitzat a Criminal Minds. Va interpretar Simon Escher en el final de la tercera temporada de Burn Notice, i va reprendre més tard el paper a la quarta i setena temporada del programa.
Dillahunt va aparèixer en pel·lícules com L'assassinat de Jesse James comès pel covard Robert Ford, No Country for Old Men, La Carretera, Winter’s Bone, L'última casa a l'esquerra, TalhotBlonde i la pel·lícula de terror independent, Burning Bright.
Del 2010 al 2014, Dillahunt va coprotagonitzar com a Burt Chance a la comèdia de Fox Raising Hope. Va començar un paper recurrent a The Mindy Project el 2015 i a The Guest Book el 2017.
Va protagonitzar el film d’acció Braven del 2018 dirigida per Lin Oeding. Va interpretar Kassen, el líder d'un cos de mercenaris i corredors de drogues que recuperen el dipòsit de drogues i planegen matar Joe Braven i la seva família. Es va unir al repartiment habitual de la quarta temporada de Fear the Walking Dead com a John Dorie fins a la sisena temporada.

## Filmografia

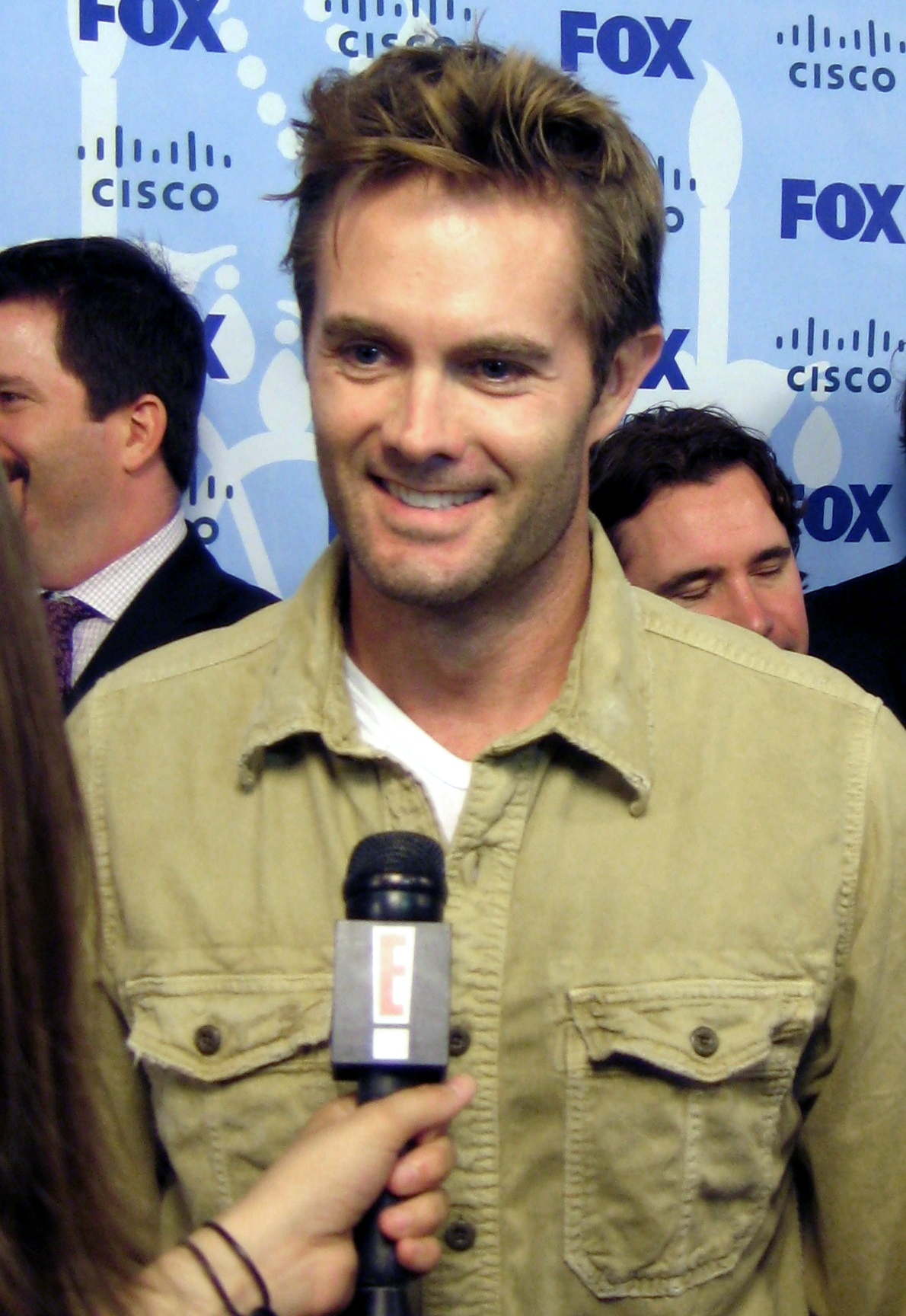
Garret Dillahunt el 2008

### Cinema
| Any  | Títol                                                    | Paper                 | Notes |
| ---- | -------------------------------------------------------- | --------------------- | ----- |
| 1999 | Last Call                                                | Curtis                |       |
| 2001 | El creient                                               | Billings              |       |
| 2007 | L'assassinat de Jesse James comès pel covard Robert Ford | Ed Miller             |       |
| 2007 | No Country for Old Men                                   | Wendell               |       |
| 2008 | Pretty Bird                                              | Carson Thrash         |       |
| 2009 | L'última casa a l'esquerra                               | Krug Stillo           |       |
| 2009 | La Carretera                                             | el membre de la banda |       |
| 2010 | Winter's Bone                                            | Xèrif Baskin          |       |
| 2010 | Burning Bright                                           | Johnny Gaveneau       |       |
| 2010 | Amigo                                                    | Lt. Compton           |       |
| 2010 | Oliver Sherman                                           | Sherman Oliver        |       |
| 2012 | Any Day Now                                              | Paul Fliger           |       |
| 2012 | Looper                                                   | Jesse                 |       |
| 2012 | Mata'ls suaument                                         | Eddie Mattie          |       |
| 2013 | 12 anys d'esclavitud                                     | Armsby                |       |
| 2014 | The Scribbler                                            | Hogan                 |       |
| 2014 | Just Before I Go                                         | Lucky Morgan          |       |
| 2015 | Against the Sun                                          | Harold Dixon          |       |
| 2015 | Thrilling Adventure Hour Live                            | Techs                 |       |
| 2015 | Beast                                                    | Rick Grey             |       |
| 2016 | Come and Find Me                                         | John Hall             |       |
| 2017 | Wheelman                                                 | Clayton               |       |
| 2018 | Braven                                                   | Kassen                |       |
| 2018 | Widows                                                   | Bash O'Reilly         |       |
| 2020 | Sergio                                                   | William von Zehle     |       |
| 2021 | Army of the Dead                                         | Martin                |       |
| 2022 | Ambulance                                                | Capità Monroe         |       |
| 2022 | Blode                                                    | Boss                  |       |
| 2022 | Where the Crawdads Sing                                  | "Pa" Clark            |       |
| 2023 | A Million Miles Away                                     | Frederick W. Sturckow |       |
| 2023 | Fins a la fi del món                                     | Alfred Jeffries       |       |
| 2024 | Red Right Hand                                           | Wilder                |       |

### Televisió
| Any        | Títol                                   | Paper                                  | Notes                    |
| ---------- | --------------------------------------- | -------------------------------------- | ------------------------ |
| 1993–1994  | One Life to Live                        | Charlemagne Moody                      | 7 episodis               |
| 1996       | NYPD Blue                               | Bryce Coopersmith                      | episodi: 4x05            |
| 1998       | The X-Files                             | Edward Skur                            | episodi: 5x15            |
| 1998       | Maximum Bob                             | Deputy Dawson Hayes                    | 3 episodis               |
| 1998       | Millennium                              | Rick Van Horn                          | episodi: 3x04            |
| 1998       | Seven Days                              | Kevin Poe                              | episodi: 1x03            |
| 2001       | Leap Years                              | Gregory Paget                          | 20 episodis              |
| 2002; 2006 | Law & Order                             | Julian Preuss                          | episodis: 13x07-16x20    |
| 2003; 2009 | CSI: Crime Scene Investigation          | Luke                                   | episodis: 3x18-10x01     |
| 2004–2005  | Deadwood                                | Francis Wolcott / Jack McCall          | 16 episodis              |
| 2005       | CSI: NY                                 | Steve Collins                          | episodi: 1x23            |
| 2005       | The Inside                              | Karl Robie Jr.                         | episodi: 1x10            |
| 2005–2006  | ER                                      | Steve Curtis                           | 5 episodis               |
| 2005–2006  | 4400                                    | Matthew Ross                           | 11 episodis              |
| 2006       | The Book of Daniel                      | Jesus                                  | 8 episodis               |
| 2006       | Numb3rs                                 | Jack Tollner                           | episodi: 3x03            |
| 2007       | John from Cincinnati                    | Dr. Michael Smith                      | 8 episodis               |
| 2007       | Danys i perjudicis                      | Marshall Phillips                      | 4 episodis               |
| 2007–2009  | Life                                    | Roman Nevikov                          | episodis: 1x05-2x12-2x21 |
| 2008–2009  | Terminator: The Sarah Connor Chronicles | Cromartie / John Henry / George Laszlo | 18 episodis              |
| 2009       | Criminal Minds                          | Mason Turner                           | episodi: 4x25            |
| 2009       | Law & Order: Special Victims Unit       | Kevin O'Donnell                        | episodi: 11x05           |
| 2009       | Lie to Me                               | Eric Matheson                          | episodi: 2x04            |
| 2009       | White Collar                            | Patrick Aimes                          | episodi: 1x04            |
| 2010       | Gary Unmarried                          | Goose                                  | episodi: 2x17            |
| 2010       | The Glades                              | Eddie Strickland                       | episodi: 1x03            |
| 2010–2013  | Burn Notice                             | Simon Escher                           | episodis: 3x16-4x10-7x11 |
| 2010–2014  | Raising Hope                            | Burt Chance                            | 88 episodis              |
| 2011       | Alphas                                  | Jonas Englin                           | episodi: 1x08            |
| 2011       | Memphis Beat                            | Tim Wayne                              | episodi: 2x07            |
| 2013       | TalhotBlond                             | Thomas Montgomery                      | Pel·lícula de televisió  |
| 2013       | Newsreaders                             | Mikhail Rousseau                       | episodi: 1x04            |
| 2014       | Elementary                              | Bart MacIntosh                         | episodi: 2x20            |
| 2014–2017  | Hand of God                             | Keith "KD" Dennison                    | 20 episodis              |
| 2015       | Justified                               | Ty Walker                              | 8 episodis               |
| 2015       | Brooklyn Nine-Nine                      | Detective Dave Majors                  | episodi: 2x21            |
| 2015–2017  | The Mindy Project                       | Dr. Jody Kimball-Kinney                | 39 episodis              |
| 2017       | Blindspot                               | Travis                                 | episodi: 2x18            |
| 2017–2018  | The Gifted                              | Dr. Roderick Campbell                  | 9 episodis               |
| 2017–2018  | The Guest Book                          | Dr. Andrew Brown                       | 11 episodis              |
| 2018–2021  | Fear the Walking Dead                   | John Dorie                             | 29 episodis              |
| 2019       | Deadwood: The Movie                     | Drunk #2                               | Pel·lícula de televisió  |
| 2022       | Dead to Me                              | Glenn Moranis                          | 3 episodis               |
| 2023       | Ghosts of Beirut                        | William Francis Buckley                | episodi: 1x02            |
| 2024       | High Potential                          | Lieutenant Melon                       | reccurent                |